# Arkansas (teritoriu SUA)

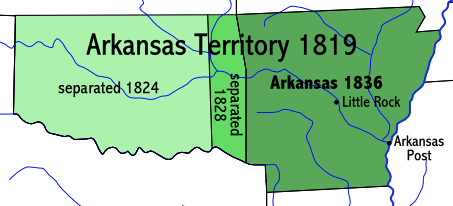
Harta Teritoriului Arkansas (1819 - 1836)

Teritoriul Arkansas (în engleză, Arkansas Territory, între 1819 și 1822 având ortografia Arkansaw Territory) a fost un teritoriu organizat al Statelor Unite ale Americii, care a existat ca entitate administrativ-teritorială din 4 iulie 1819 până în 15 iunie 1836, când a fost admis în Uniune ca cel de-al douăzeci și cincilea stat al acesteia.
Arkansas Territory a fost separat din Missouri Territory, adăugându-i-se majoritatea a ceea ce este azi Oklahoma cu excepția porțiunii cunoscută ca Oklahoma Panhandle.  A fost redus de două ori până în 1828, ajungând la suprafața de azi a statului Arkansas.
Arkansas Post a fost prima capitală teritorială între 1819 și 1821 iar Little Rock a fost cea de-a doua (1821 - 1836), devenind ulterior capitala statului omonim.
Au existat cinci guvernatori guvernatori ai teritoriului Arkansas între 1819 și 1836.  Aceștia au fost:
- James Miller, între 1819 și 1824;
- George Izard, între 1824 și 1828;
- Robert Crittenden (acting governor), între 1828 și 1829;
- John Pope, între 1829 și 1835 și
- William Savin Fulton, între 1835 și 1836.